# Берат (област)
Вижте пояснителната страница за други значения на Берат.
Област Берат (на албански: Qarku i Beratit) е административно-териториална област в Албания, разположена в южната централна част на страната, с площ от 1798 км2. Съставена е от 5 общини – Берат, Кучова, Поличан, Скрапар и Ура Вайгуроре. Числеността на населението според преброяването през 2011 г. е 141 944 души. Административен център е град Берат.